# Herb Goliny
Herb Goliny – jeden z symboli miasta Golina i gminy Golina w postaci herbu.

## Wygląd i symbolika
Herb przedstawia na tarczy dwudzielnej w słup (pionowo) w heraldycznie prawym polu szachownicę czerwono-srebrną, w polu lewym błękitnym pół-basztę białą z ornamentami czarnymi. Wieża jest jednopiętrowa, z blankami i otwartą bramą.
Szachownica nawiązuje do herbu rodowego Zabawa rodu Golińskich, niegdysiejszych właścicieli miasta.